# Estupidez

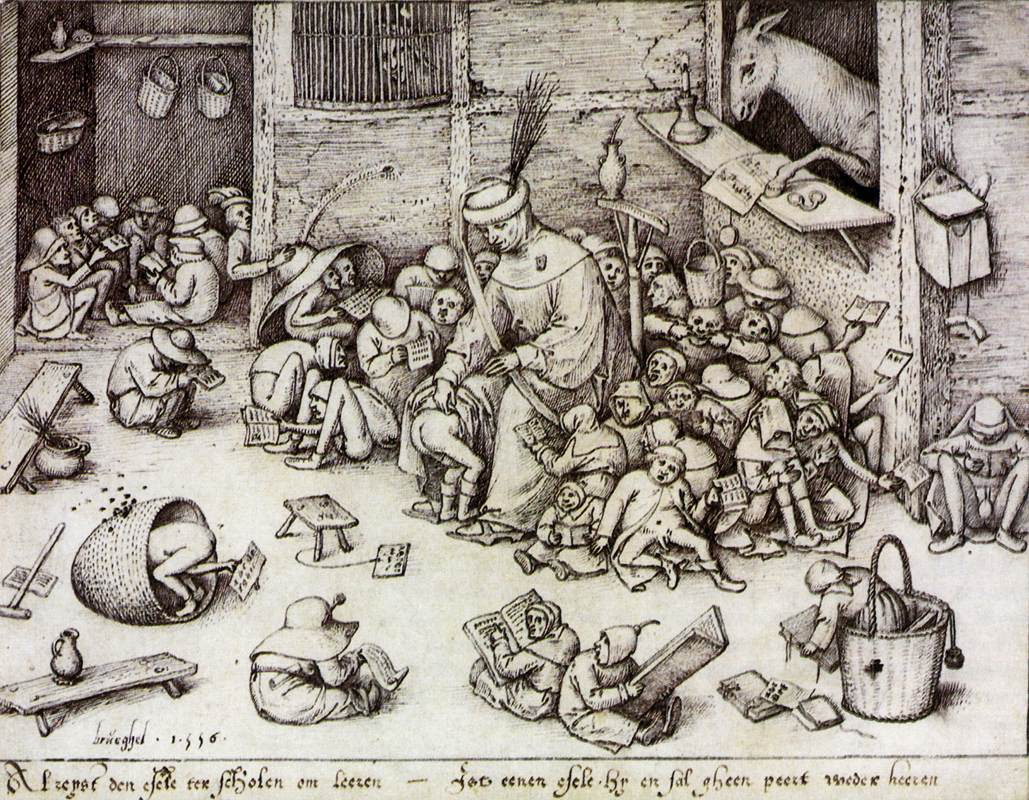
Gravura segundo Pieter Bruegel, o Velho, 1556
Legenda: Al rijst den esele ter scholen om leeren, ist eenen esele hij en zal gheen peert weder keeren (Mesmo que o asno viaje para a escola para aprender, como cavalo ele não retornará)

Estupidez é falta de inteligência, compreensão, razão ou sagacidade, uma incapacidade de aprender. Pode ser inato, presumido ou reativo. A palavra estúpido vem do latim stupere. Personagens estúpidos são frequentemente usados para comédia em histórias de ficção. Walter B. Pitkin chamou a estupidez de "mal", mas em um espírito mais romântico, William Blake e Carl Jung acreditavam que a estupidez pode ser a mãe da sabedoria.

## Etimologia
A raiz da palavra estúpido, que pode servir como adjetivo ou substantivo, vem do verbo latino stupere, que é estar entorpecido ou atônito, e está relacionada com estupor. Na cultura romana, o stupidus era o bode expiatório profissional nos mímicos teatrais.

## Definição
Estupidez é uma qualidade ou estado de ser estúpido, ou um ato ou ideia que exibe propriedades de ser estúpido.
Em Understanding Stupidity, James F. Welles define a estupidez dizendo que "o termo pode ser usado para designar uma mentalidade que é considerada informada, deliberada e desadaptativa". Welles distingue estupidez de ignorância; onde estupidez significa que é preciso saber que eles estão agindo no seu pior interesse, pois deve ser uma escolha, não um ato forçado ou acidente. Por último, exige que a atividade seja mal adaptativa, na medida em que é do pior interesse do ator, e realizada especificamente para evitar a adaptação a novos dados ou circunstâncias existentes".

## Medição
Os pesquisadores Michael Klein e Matthew Cancian relataram um declínio na aptidão entre os candidatos ao Corpo de Fuzileiros Navais com formação universitária nos últimos 34 anos, embora esse efeito não tenha sido observado na população alistada em geral.
Os pesquisadores Michael J. McFarland, Matt E. Hauer e Aaron Reuben relatam que aqueles nascidos entre 1951 e 1980 podem ter perdido uma média de 2,6 pontos de QI por exposição à gasolina com chumbo.

## Experimentando a estupidez
Eric Berne descreveu o jogo da "estupidez" como tendo "a tese 'eu rio com você da minha própria falta de jeito e estupidez'". Ele ressalta que o jogador tem a vantagem de diminuir as expectativas das outras pessoas, e evitando assim a responsabilidade e o trabalho; mas que ele ou ela ainda pode sobreviver sob pressão, como o proverbialmente estúpido filho mais novo.
Wilfred Bion considerou que a projeção psicológica criava uma barreira contra a aprendizagem de qualquer coisa nova e, portanto, a sua própria forma de pseudoestupidez.

## Estupidez intelectual
Otto Fenichel sustentou que “uma grande porcentagem da chamada debilidade mental acaba sendo pseudo-debilidade, condicionada pela inibição. Todo intelecto começa a mostrar fraqueza quando motivos afetivos trabalham contra ele". Ele sugere que "as pessoas se tornam estúpidas ad hoc, isto é, quando não querem compreender, onde a compreensão causaria ansiedade ou sentimento de culpa, ou colocaria em perigo um equilíbrio neurótico existente."
De uma forma bastante diferente, Doris Lessing argumentou que "não há tolo como um intelectual, uma espécie de estupidez inteligente, derivada de uma linha de lógica na cabeça, nada a ver com experiência."

## Persistindo na loucura
Na reação romântica à sabedoria iluminista, surgiu uma valorização do irracional, do tolo e do estúpido, como na máxima de William Blake de que "se o tolo persistisse em sua loucura, ele se tornaria sábio"; ou a crença de Jung de que "não é necessária nenhuma arte para se tornar estúpido; toda a arte reside em extrair sabedoria da estupidez. A estupidez é a mãe dos sábios, mas a inteligência nunca."
Da mesma forma, Michel Foucault defendeu a necessidade da estupidez para se reconectar com o que as nossas categorias articuladas excluem, para recapturar a alteridade da diferença.

## Impacto
Em seu livro Uma Breve Introdução à História da Estupidez (1932), Walter B. Pitkin alerta sobre o impacto das pessoas estúpidas:
A estupidez pode facilmente ser provada como o mal social supremo. Três fatores se combinam para estabelecê-lo como tal. Em primeiro lugar, o número de pessoas estúpidas é enorme. Em segundo lugar, a maior parte do poder nos negócios, nas finanças, na diplomacia e na política está nas mãos de indivíduos mais ou menos estúpidos. Finalmente, altas habilidades estão frequentemente associadas a uma estupidez grave.
Dietrich Bonhoeffer indicou que a estupidez é “um inimigo mais perigoso do bem do que do mal” porque não há defesa: “Nem o protesto nem a força podem atingi-la." O grande perigo da estupidez manifesta-se quando afeta grupos maiores. Num grupo maior, “o estúpido também será capaz de qualquer mal e ao mesmo tempo incapaz de ver que é mal".
Segundo Carlo Cipolla, os esforços das pessoas estúpidas são contraproducentes para os seus próprios interesses e para os dos outros. Ele sustenta que as pessoas razoáveis não podem imaginar ou compreender o comportamento irracional que torna as pessoas estúpidas perigosas e prejudiciais, mesmo potencialmente mais perigosas do que um “bandido” cuja ação tem pelo menos um objetivo racional, nomeadamente o seu benefício.

## Na cultura

### Na comédia
O tolo ou bufão tem sido um personagem central em muitas comédias. Alford e Alford descobriram que o humor baseado na estupidez prevalecia em sociedades "mais complexas" em comparação com algumas outras formas de humor. Algumas análises da comédia de Shakespeare descobriram que seus personagens tendem a manter posições mutuamente contraditórias; porque isto implica uma falta de análise cuidadosa, indica estupidez da parte deles.
Hoje existe uma grande variedade de programas de televisão que mostram estupidez, como Os Simpsons. A comédia boba é uma classe de humor ingênuo e maluco tipificado pelo ator Leslie Nielsen.

## No cinema
Stupidity foi um filme de 2003 dirigido por Albert Nerenberg. Descreveu exemplos e análises de estupidez na sociedade e na mídia modernas e procurou "explorar a perspectiva de que a ignorância intencional se tornou cada vez mais uma estratégia para o sucesso nos domínios da política e do entretenimento."
Idiocracy, um filme de Mike Judge de 2006, explorou um futuro distópico na América, onde uma pessoa de QI médio é congelada criogenicamente e acorda quinhentos anos depois para descobrir que a humanidade, cada vez mais dependente da tecnologia construída pelas gerações anteriores, que não mantém ou entende adequadamente, regrediu em inteligência aos padrões do retardo mental da era atual e que ele se tornou a pessoa de fato mais inteligente da Terra. Os americanos tornaram-se tão estúpidos que a sociedade enfrenta a fome e o colapso e, de acordo com Pete Vonder Haar, do Film Threat, "... cada risada é temperada com a inquietante percepção de que a visão [do Juiz] sobre o futuro da humanidade pode não estar muito longe da verdade."